# Home for Christmas (TV-serie)
Home for Christmas (originaltitel: Hjem til jul) är en norsk romantisk komediserie som släpptes 5 december 2019 på Netflix. Serien är skapad av Per-Olav Sørensen som även skrev manus tillsammans med Fredrik Høyer, Miriam Larsen, Mattis Herman Nyquist och Julie Skaufel. Home for Christmas är Netflix första norska originalserie. Huvudrollen spelas av Ida Elise Broch.

## Handling
Johanne är trött på att känna sig utpekad som singel, både i vänkretsen och i familjen. Vid en familjesammankomst vid första advent ljuger hon plötsligt om att hon har en pojkvän och att de ska få träffa honom på julafton. Det innebär att hon har 24 dagar på sig att träffa någon och sätter därmed fart med att börja dejta.

## Rollista (i urval)
| - Ida Elise Broch – Johanne - Gabrielle Leithaug – Jørgunn - Mads Sjøgård Pettersen – Stein - Hege Schøyen – Bente - Oddgeir Thune – Henrik - Felix Sandman – Jonas - Kingsford Siayor – Thomas - Ghita Nørby – Trine Nergaard - Anette Hoff – Johannes mamma | - Dennis Storhøi – Johannes - Christian Ruud Kallum – Morten - Stian Blipp – Christian - Line Verndal – Eira - Iselin Shumba – Jeanette - Bjørn Skagestad – Bengt Erik - Arthur Hakalahti – Sebastian - Ole Christoffer Ertvaag – biodejter - Nader Khademi – Paul |